# Alture dello Enisej
Le Alture dello Enisej (in russo Енисейский кряж, Eniseiskij krjaž) sono una zona di colline e basse montagne della Russia siberiana occidentale. Si trovano nel Territorio di Krasnojarsk.

## Geografia
Le alture si allungano per circa 700 km (per una larghezza di 200 km) in un lungo arco con direzione sud-sudest/nord-nordovest lungo la sponda destra dello Enisej; sono comprese, approssimativamente, tra il basso corso del fiume Kan a sud e la Tunguska Pietrosa a nord.
La quota media dell'intera zona è intorno agli 800-900 metri, con massimo di 1 104 nella sezione centrosettentrionale (monte Enašimskij Polkan, Енашимский Полкан); nessun fiume importante ha le sue sorgenti nella catena (il maggiore è la Teja, affluente del Vel'mo), che è invece "tagliata" dai bassi corsi di alcuni importanti affluenti dello Enisej, come l'Angara e il Bol'šoj Pit. Le alture comprendono due aree: la cresta Enisej meridionale (Angara-Kan) e lo Zaangar'e, separate l'una dall'altra dalla valle dell'Angara.
La catena è composta principalmente da antiche rocce dense: calcare, arenaria, conglomerati, scisti, trappo siberiano ed è discretamente dotata di risorse minerarie (magnesite, talco, minerali di oro e di ferro).

### Vegetazione e fauna selvatica
Sulle pendici occidentali si trova la taiga di montagna (di aghifoglie scura), le cime più alte sono prive di alberi, coperte da boschetti di arbusti, frequenti i cosiddetti "fiumi di pietra" (курумы). Sulle pendici orientali si trova più spesso la taiga di larice e pino (taiga di aghifoglie chiara).
La regione era famosa per l'abbondanza di preziosi animali da pelliccia.